# Pingasa rhodozona
Pingasa rhodozona är en fjärilsart som beskrevs av Joannis 1932. Pingasa rhodozona ingår i släktet Pingasa och familjen mätare. Inga underarter finns listade i Catalogue of Life.